# 仙桥地下河
仙桥地下河位于广东省英德市区西北约18公里。地下河由两段暗河和一段明河组成，全长数公里。其中：
- 第一段暗河长约300米，宽5至20米，水深5至20米，从水面算起高约5至30米；
- 明河长约1500米，河两边的田园风光尽收眼底；
- 第二段暗河长约5000米，其中目前可供游人乘船游览的约为1500米，河宽5至25米，水深5至6米，从水面算起高达8至30米，暗河内拥有神态各异的石柱、石笋、石花及石钟乳等，人们据其形态想象为神话人物、飞禽走兽、蔬菜瓜果，并编出各种有趣的故事，给游人以丰富的想象空间。